# 高山亚树
高山亚树（1970年3月12日—），是一名日本女子花样游泳运动员。她曾参加了1992年巴塞罗那奥林匹克运动会，并在比赛中获得女子花样游泳比赛双人铜牌。